# Sama (sufismo)
Samāʿ (in arabo سماع‎?) significa letteralmente ascolto in arabo e persiano. 
Era originariamente una pratica rituale di ascolto della lettura del Corano, diffusasi nei circoli sufi di Baghdad a partire dal III sec. dell’Egira (IX sec.d.C.). Ben presto si affiancò a quella del testo sacro, la lettura di componimenti poetici di genere determinato (come il ghazal o la qasida), accompagnati da specifici repertori musicali, connessi con particolari strumenti (in ambito turco, in primo luogo il ney), e dalla danza.
La danza del Samāʿ è conosciuta in Europa anche come la danza dei dervisci rotanti, tuttavia non tutte le forme di Samāʿ prevedono questo tipo di movimento.
Nella tradizione sufi mevlevi, il Samāʿ rappresenta un viaggio mistico di ascesa spirituale attraverso la mente e amore per "il Perfetto". In questo viaggio il danzatore simbolicamente si rivolge alla verità, accresce in amore, abbandona il proprio ego, trova la verità e giunge al "Perfetto"; quindi ritorna dal viaggio mistico con una maturità maggiore, così da amare ed essere di servizio per tutto il creato, senza discriminazioni di fede, razza, classi e nazioni.

## Struttura del Samāʿ mevlevi
Nel samāʿ mevlevi vi è un conduttore intorno a cui si forma un cerchio di dervisci. Viene avviata facendo girare il piede sinistro; l'abito usato dai dervisci è bianco (simbolo di morte), il lungo cappello è marrone (lapide tombale), e il mantello è nero (simbolo del sepolcro).
La cerimonia della danza si suddivide in due parti :
- Naat: inizio della cerimonia: il cantante offre le sue lodi a Maometto, e si procede con un'improvvisazione a tempo libero (Taksim). Successivamente i dervisci formano una solenne processione, rappresentando l'arco del soffio divino. Infine si inginocchiano per togliersi i mantelli.
- Quattro Salams: questa cerchia del gruppo rappresenta la Luna e si infilano sul lato destro accanto allo sceicco, che raffigura il Sole. Hanno il palmo destro che è rivolto al Cielo, e l'altra mano verso terra. Rappresentano il cammino spirituale dalla terra a Dio. Vi è il riconoscimento dell'esistenza della sua Unità.

Alla fine della danza vi è la preghiera finale, con recitazione di un passo del Corano.